# Karl Noti
Karl Noti (gebürtig Károly Nóti; * 1. Februar 1892 in Tasnád, Österreich-Ungarn, heute Rumänien; † 28. Mai 1954 in Budapest) war ein ungarischer Schriftsteller, Bühnen- und Drehbuchautor.

## Leben und Wirken
Der im heutigen Rumänien geborene Károly Nóti begann seine berufliche Tätigkeit 1918 bei der Klausenburger Zeitung „Keleti Újság“. Nachdem die Stadt infolge des Friedensvertrages Rumänien zugeschlagen wurde, kehrte Nóti 1919 ins ungarische Kernland zurück. Er schrieb dort zunächst Texte und Stücke für Kleinkunstbühnen. Seit 1923 in Budapest ansässig, schrieb er Lustspiele unter anderem für das Terézkörúti Theater. 1928 wechselte er für zwei Jahre an das Budapester Lustspieltheater. 
1930, einhergehend mit dem Beginn des Tonfilmzeitalters, ließ sich Károly Nóti in Berlin nieder und wurde als Drehbuchautor eingestellt. Bis 1933 verfasste der Ungar, der sich hier, der leichteren Aussprache wegen, in Karl Noti eindeutschte, vor allem Drehbuchvorlagen für heitere Stoffe. Das Gros der Lustspiele und Komödien, die er schrieb, entstand in Zusammenarbeit mit dem deutschen Kollegen Bobby E. Lüthge. Infolge der Machtergreifung durch die Nationalsozialisten verließ Noti Deutschland wieder. In Wien und Budapest setzte er seine Arbeit als Drehbuchautor für Emigrantenfilme fort. Ungenannt war er 1935 auch am Drehbuch zu dem Hollywoodmusical Ich tanz’ mich in dein Herz hinein beteiligt, einem Publikumshit mit Fred Astaire und Ginger Rogers. Anschließend, 1936, schrieb er für Robert Siodmak das Drehbuch zu dem französischen Film Mister Flow. 1938 verfasste er gemeinsam mit dem deutschen Kollegen Robert Thoeren das Manuskript zu Le dompteur, einem weiteren französischen Film. Im selben Jahr kollaborierte er am Drehbuch zu der Hollywood-Produktion The Girl Downstairs mit der Exil-Ungarin Franziska Gaal in der Hauptrolle. 
Zu dieser Zeit griffen die nationalsozialistischen Rassengesetze auch in Ungarn, und Károly Nóti erhielt nur noch sporadisch die Gelegenheit, beim Film unterzukommen. Er betätigte sich vorübergehend als Kabarettautor und wurde 1940/41 auch wieder als Drehbuchautor zugelassen, ehe er im Dezember 1941 im Rahmen einer sogenannten Säuberungskampagne verhaftet und vorübergehend interniert wurde. 1943 setzte er seine Arbeit beim ungarischen Film fort, musste aber gegen Ende des Zweiten Weltkriegs, zusammen mit seiner Frau, als rassisch Gefährdeter untertauchen. Noch 1945 nahm er seine Filmarbeit wieder auf und schrieb das Drehbuch zu einer ungarischen Filmkomödie mit Theo Lingen (Tanzrausch). Von 1947 bis 1949 ging Károly Nóti erneut zum Kabarett, wo er als Dramaturg arbeitete. 
In der Bundesrepublik Deutschland wurde 1950 eine Noti-Vorlage für die Komödie Wenn Männer schwindeln verwendet, 1953 adaptierte man eines seiner Stücke für die Rühmann-Komödie Keine Angst vor großen Tieren. Ein Jahr nach seinem Tod, 1955, kam eine Neuverfilmung von Notis Drei Tage Mittelarrest in die bundesdeutschen Kinos.

## Filmografie
- 1930: Zweimal Hochzeit
- 1930: Drei Tage Mittelarrest
- 1930: Eine Freundin so goldig wie du
- 1930: Seitensprünge
- 1931: Die Bräutigamswitwe
- 1931: Meine Cousine aus Warschau
- 1931: Der Schrecken der Garnison
- 1931: Der Storch streikt. Siegfried der Matrose
- 1931: Reserve hat Ruh
- 1931: Dienst ist Dienst
- 1931: Man braucht kein Geld
- 1931: Er und sein Diener
- 1932: Skandal in der Parkstraße
- 1932: Annemarie, die Braut der Kompanie
- 1932: Die Herren vom Maxim
- 1933: Skandal in Budapest
- 1933: Der Liebesphotograph
- 1933: Happy
- 1933: Csibi, der Fratzm(Früchtchen)
- 1934: Bretter, die die Welt bedeuten
- 1934: Az új rokon
- 1935: Ich tanz’ mich in dein Herz hinein
- 1935: Viereinhalb Musketiere (Három és fél muskétás)
- 1935: Katharina die Letzte
- 1936: Mister Flow
- 1936: Dunaparti randevú
- 1936: Fizessen, nagysád!
- 1937: Viki
- 1937: Szerelemből nősültem
- 1937: Magdát kicsapják
- 1938: Beszállásolás
- 1938: Le dompteur
- 1938: The Girl Downstairs
- 1940: Erzsébet királyné
- 1941: András
- 1941: Csákó és kalap
- 1941: Der sprechende Mantel (A beszélő köntös)
- 1943: Der Bräutigam aus Teheran (Afrikai vőlegény)
- 1944: Ez történt Budapesten
- 1946: Tanzrausch (Hazugság nélkül)
- 1951: 2:0 für Marika (Civil a pályán)
- 1952: A képzett beteg (Kurzfilm)
- 1953: Péntek 13 (Kurzfilm)
- 1954: Kopf hoch (Fel a fejjel)